# Поколение 98 года
Поколе́ние 98 го́да (исп. Generación del 98) — название, утвердившееся за группой испанских писателей, остро переживших в своём творчестве окончательный крах Испанской империи, который довершился поражением в испано-американской войне, потерей в 1898 году Кубы, Пуэрто-Рико, Филиппинских островов и глубоким социальным, моральным, политическим кризисом в стране. Большинство из них родились в десятилетие между 1864 и 1875 годами. Само название придумано Асорином (Хосе Мартинесом Руисом).

## Представители
Среди наиболее известных писателей и литераторов, принадлежавших к поколению 98 года, числятся:
- Мигель Асин Паласиос (1871—1944) — филолог-арабист
- Асорин
- Пио Бароха
- Хасинто Бенавенте
- Висенте Бласко Ибаньес
- Анхель Ганивет
- Рамон Мария дель Валье-Инклан
- Антонио Мачадо
- Мануэль Мачадо
- Рамиро де Маэсту (1875—1936) — политический публицист
- Габриэль Миро (1879—1930) — писатель-прозаик
- Рамон Менендес Пидаль — историк культуры и словесности
- Мигель де Унамуно — философ-экзистенциалист

## Другие искусства
Из представителей других искусств с поколением 98 года обычно сближают художника Игнасио Сулоагу, композиторов Мануэля де Фалью, Исаака Альбениса и Энрике Гранадоса.

## Места встреч
Одним из мест, где постоянно встречались представители поколения, были кафе («Мадрид», «Золотой лев» и другие). Часто пересекались они и в редакциях журналов («Дон Кихот», «Вида Нуэва», «Альма Эспаньола» и другие).

## Общие ценности
Поколение объединялось ориентирами, как будто бы противоречившими друг другу, но в совокупности отчётливо противостоявшими всему казённому:
- Приверженность Кастилии и её песенному наследию (песни и романсы)
- Неприятие классицизма и академизма, открытость новому (в том числе — духу актуальной прессы, с которой многие представители поколения сотрудничали)
- Отвержение плоского реализма и приверженность импрессионизму
- Интерес к иррациональному (Кьеркегор, Шопенгауэр, Ницше, Бергсон)
- Различение официальной, демонстративной и подлинной, глубинной Испании

Вместе с тем, многие представители поколения (например, Х. Р. Хименес) отрицали само его существование.